# Чиса
Чиса (швед. Kisa) — небольшой городок в лене Эстергётланд, административный центр коммуны Чинда.
Население 3697 жителей (2005).
В городе родились актриса Карин Ингер Моника Нильссон, известная по роли Пеппи Длинныйчулок в одноимённом сериале, и победитель турнира «Самый сильный человек мира» 1998 года Магнус Самуэльссон.